# Бриошь

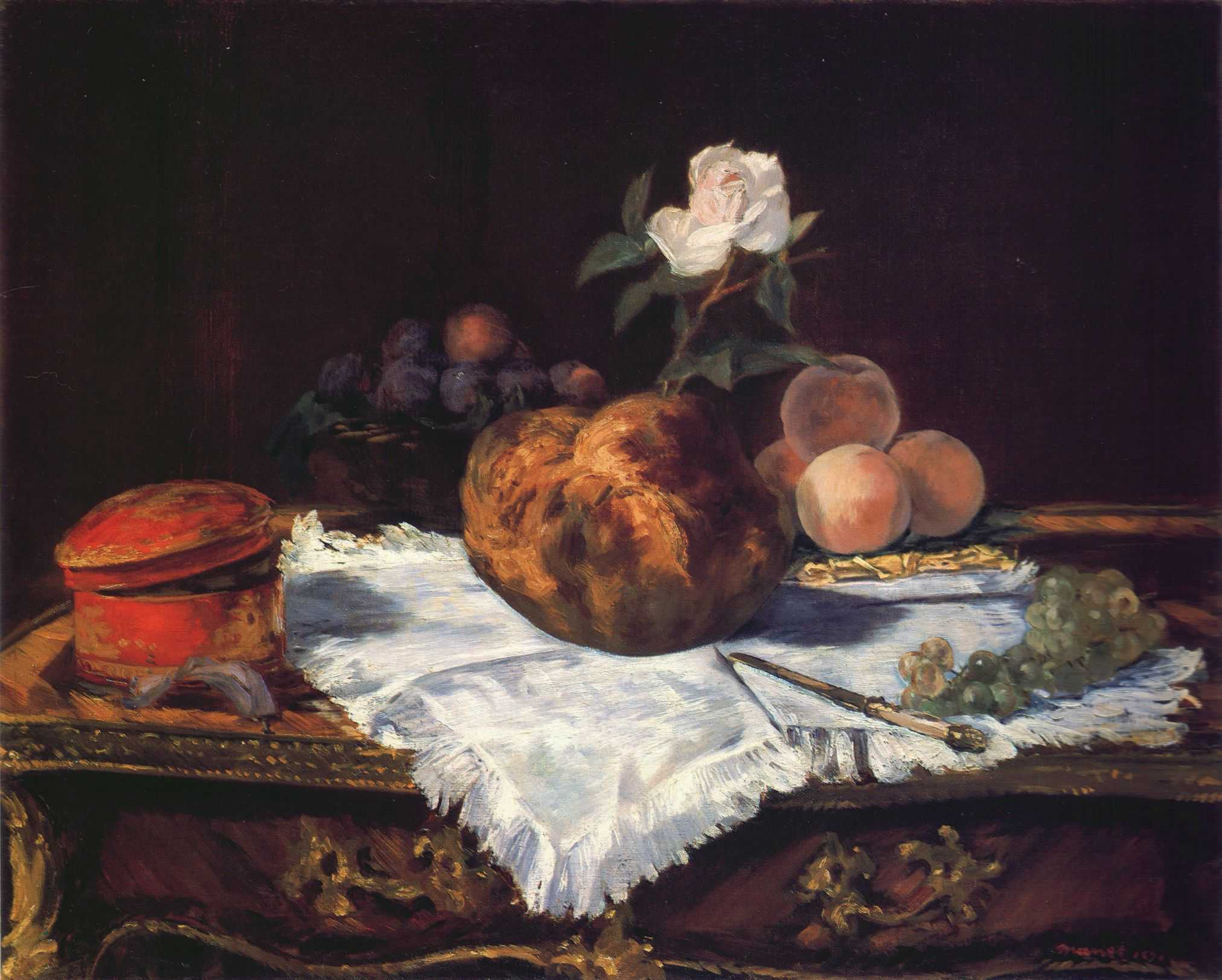
Эдуар Мане. Бриошь. 1870. Метрополитен-музей

Брио́шь (фр. brioche) — булочное изделие; сладкая булка из сдобного теста на пивных дрожжах с добавлением масла.

## Формы
Бриошь имеет множество форм, может подаваться без или с начинкой, как кулебяка, или с множеством других сытных начинок, таких как филе говядины, фуа-гра, колбаса, сервелат. Бриошь может также подаваться со сладкой начинкой, особенно со свежими фруктами, ванильным кремом или джемом.
Парижская бриошь (фр. Brioche à tête, с головой) или парижэнь — наиболее классически узнаваемая форма: она формируется и запекается в рифлёных круглых чашах; большой шар из теста помещается на дно и сверху увенчивается меньшим шариком из теста для формирования головы (tête).

## История
Слово brioche известно с 1404 года, происходит от broeyr — взбивать. Бриошь изготовлялась ещё в XVI веке в Нормандии и XVII веке в Вандее, на западе Франции. Традиционно делается из 6 частей округлой формы из нежнейшего сдобного теста, слепленных вместе перед выпечкой.
Суть изобретения состояла в том, что сдобное тесто, приготовленное на опаре, на сутки задерживалось в росте, так как помещалось на холод. На следующие сутки, втиснутое в тесную для него форму, оно поднималось необычайно быстро и не в виде купола, а ряда маленьких шаров, количество которых определялось надрезами теста. Тесто у бриошей было мягкое, воздушное.
Длительность приготовления бриошей постепенно привела либо к упрощению технологии (отсюда к изменению вкуса), либо к отказу от хлопотного занятия. Сейчас бриошами часто называют полусдобный хлеб или булочку, состоящую из 3-4 небольших шариков, соединённых вместе.
Мировую популярность бриоши приобрели благодаря искренней любви, которую питал к ним французский художник Эдуард Мане. В натюрмортах и жанровых сценках он часто уделял внимание этим сладостям. На музыкальных вечерах, которые устраивала его супруга, бриошь всегда господствовала за чайным столом. В лучших традициях буржуа украшали бриошь живой розой, подавали с мармеладом или шариком фруктового мороженого.
Часто в тесто добавляют изюм и мелко дроблённый шоколад. Очень сдобные, сладкие, бриоши подают к чаю.
Последней французской королеве Марии Антуанетте приписывают фразу, сказанную в ответ на появление депутации парижан, требующих хлеба: «Если у них нет хлеба, пусть едят пирожные!», в которой в оригинале упомянута бриошь «Qu’ils mangent de la brioche», букв. «Пусть едят бриошь».